# Sky Aviation
Sky Aviation est une compagnie aérienne régionale indonésienne basée à l'aéroport de Jakarta Halim Perdanakusuma. Elle a été créée en 2010 comme une compagnie charter avec 2 appareils Cirrus. Après un changement de direction peu après la même année, la compagnie a décidé de se lancer dans les vols réguliers, au vu de l'important potentiel de l'Indonésie dans le domaine du transport aérien.
Sky Aviation a ensuite acquis un Cessna Grand Caravan pour des vols réguliers entre Surabaya, Banyuwangi (tous deux à Java oriental) et Denpasar (Bali). Ces routes ont été inaugurées à Banyuwangi le 29 décembre 2010.
Durant le premier trimestre 2011, Sky Aviation a acquis un Fokker 50 pour des services réguliers et en attend deux.
Sky Aviation a annoncé la commande de 12 Sukhoi Superjet 100, avec une livraison prévue mi-2012. Sky Aviation est ainsi la deuxième compagnie aérienne indonésienne à commander cet appareil, après Kartika Airlines. De même, en 2011, des intentions de commande pour 10 GECI Skylander SK-105 ont été signées.
Sky Aviation a suspendu ses opérations le 19 mars 2014. Le groupe Bosowa, basé à Makassar à Sulawesi du Sud, va reprendre la compagnie.

## Destination
Sky Aviation dessert actuellement les routes suivantes :
- Batam - Tanjung Pinang - Matak
- Batam - Pangkal Pinang
- Batam - Dumai
- Batam - Rengat
- Batam - Matak
- Batam - Singkep
- Banyuwangi - Denpasar
- Banyuwangi - Surabaya
- Surakarta - Surabaya
- Bandung - Surakarta
- Bandung - Bandar Lampung
- Jambi - Kerinci
- Jambi - Pekanbaru
- Palembang - Bandar Lampung
- Palembang - Lubuklinggau
- Palembang - Jambi
- Palembang - Bengkulu
- Palembang - Tanjung Pandan
- Pangkal Pinang - Tanjung Pandan

## Flotte

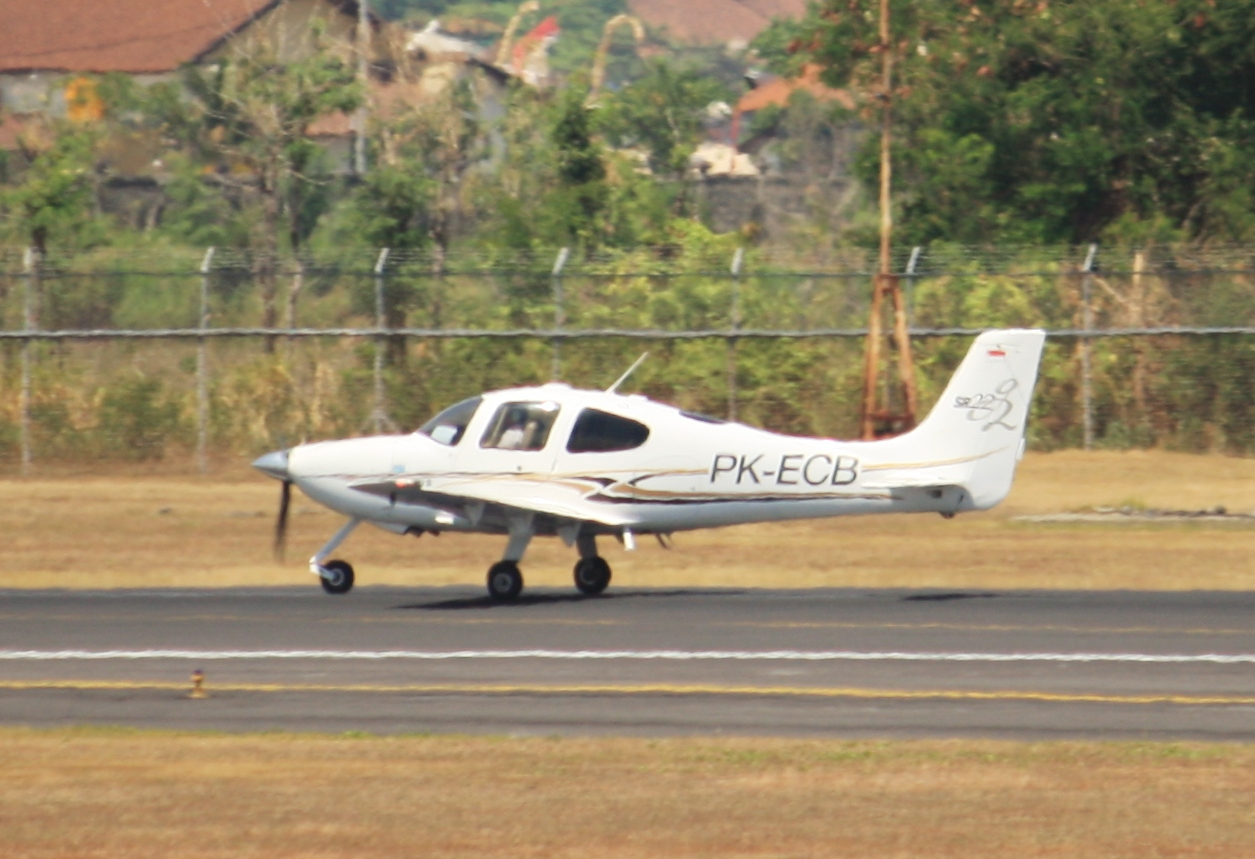
Un Cirrus SR22 de Sky Aviation

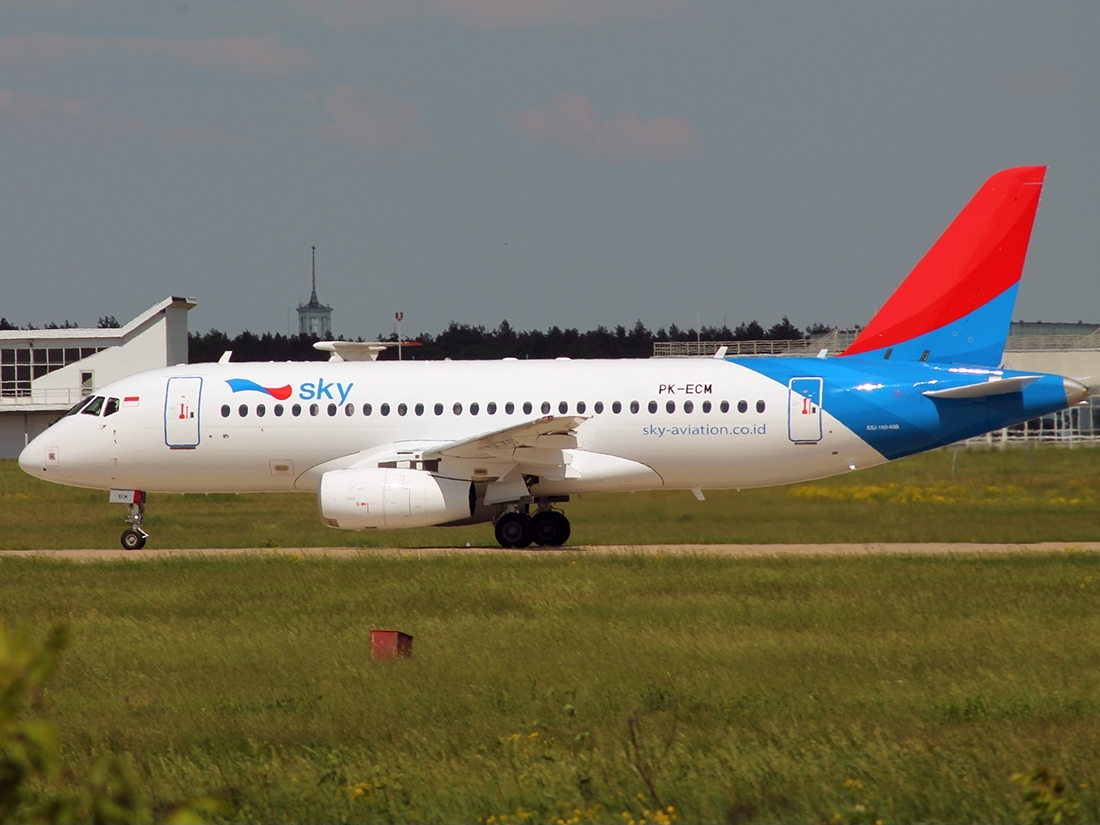
Un Sukhoi Superjet 100 de Sky Aviation

La flotte de Sky Aviation consiste en :